# Xurxo Souto
Xurxo Manuel Souto Eiroa, mais conhecido como Xurxo Souto, (Corunha, 25 de julho de 1966) é um cantor, acordeonista, escritor, locutor e licenciado em filologia clássica-galega.